# 루키 (2002년 영화)
《루키》(영어: The Rookie)는 미국에서 제작된 존 리 행콕 감독의 2002년 스포츠 드라마 영화이다. 1999년 35살의 나이로 탬파베이 레이스 소속이 되어 메이저 리그 베이스볼 무대에 데뷔하였고 1999년과 2000년 총 2 시즌을 뛰었던 야구 선수 짐 모리스의 실화에 바탕하였다. 데니스 퀘이드 등이 출연하였고, 고든 그레이 등이 제작에 참여하였다.

## 출연진
- 데니스 퀘이드
- 레이철 그리피스
- 제이 허낸데즈
- 베스 그랜트
- 앵거스 T. 존스
- 브라이언 콕스
- 릭 곤잘레즈
- 채드 린드버그
- 로이스 D. 애플게이트
- 레이노어 샤인
- 크리스 셰필드
- 짐 모리스

## 기타 제작진
- 배역: 로나 크레스
- 미술: 배리 로빈슨
- 의상: 브루스 핀리슨
- 음악 감독: 존 비슬